# Spedizione alleata in Ucraina
La spedizione alleata in Ucraina si colloca all'interno dell'intervento alleato nella rivoluzione russa: un'operazione militare lanciata nel 1918, verso la fine della prima guerra mondiale, allo scopo di modificare le sorti della guerra civile russa a favore delle forze anti-comuniste in Russia.
Il 18 dicembre 1918, un mese dopo l'armistizio, l'esercito francese occupa Odessa, in Ucraina, al fine di venire in aiuto del generale Denikin, impegnato nella lotta contro i bolscevichi.
Alla campagna parteciparono anche truppe polacche e greche ma nell'aprile 1919, a seguito della sconfitta dell'Armata bianca furono costrette a ritirarsi in Crimea.
La spedizione in Ucraina ebbe fine nel novembre 1920 con la definitiva ritirata dalla Russia.